# 加藤泰宦
加藤 泰宦（かとう やすのぶ）は、江戸時代中期の大名。伊予国新谷藩5代藩主。

## 略歴
4代藩主・加藤泰広の長男として誕生。
宝暦6年（1756年）8月26日、父の隠居で跡を継ぐ。駿府加番や朝鮮通信使の接待役を務めた。明和8年（1771年）7月4日、35歳で死去し、跡を長男の泰賢が継いだ。